# Nguyễn Ngọc Quỳnh
Nguyễn Ngọc Quỳnh (1932 – 18 tháng 9 năm 2010) là một đạo diễn Việt Nam, nổi tiếng với các bộ phim tài liệu nghệ thuật và nhiều giải thưởng tại các liên hoan phim quốc nội, quốc tế. Ông không chỉ được phong tặng danh hiệu Nghệ sĩ nhân dân vào năm 1988 mà còn nhận được Giải thưởng Nhà nước vào năm 2007.

## Tiểu sử
Nguyễn Ngọc Quỳnh sinh năm 1932 tại Thanh Hóa. Từ năm 1952, ông bắt đầu sự nghiệp điện ảnh với vai trò nhiếp ảnh gia ở Việt Bắc. Về sau, ông dần trở thành quay phim rồi đạo diễn cho Hãng phim Tài liệu – Khoa học Trung ương. Ngày 18 tháng 9 năm 2010, ông qua đời, thọ 78 tuổi.

## Sự nghiệp
Trong các bộ phim ông tham gia quay, có thể kể đến "Dưới cờ quyết thắng" và "Nước về Bắc Hưng Hải". Cả 2 đều là những bộ phim tài liệu Việt Nam tiêu biểu trong giai đoạn 1954–1975, giành được Bông sen vàng cho hạng mục Phim tài liệu tại Liên hoan phim Việt Nam lần thứ 2. Đặc biệt là bộ phim "Nước về Bắc Hưng Hải" đã giành được Huy chương vàng tại Liên hoan phim quốc tế Moskva, trở thành bộ phim tài liệu đầu tiên của Việt Nam giành được giải thưởng tại một liên hoan phim quốc tế lớn.
Năm 1954, ông tham gia quay bộ phim tài liệu "Chiến thắng Điện Biên Phủ" của đạo diễn Nguyễn Tiến Lợi. Sách "Lịch sử điện ảnh cách mạng Việt Nam" của Cục Điện ảnh Việt Nam xuất bản năm 1983 đã đánh giá bộ phim này "như một cột mốc đánh dấu sự trưởng thành của nền điện ảnh dân tộc", "là tác phẩm tổng kết cả một giai đoạn phát triển đầu tiên của điện ảnh dân tộc Việt Nam trưởng thành trong chiến đấu". Nguyễn Ngọc Quỳnh cùng Nghệ sĩ ưu tú Nguyễn Tiến Lợi và 2 thành viên khác đã theo sát Chiến dịch Điện Biên Phủ từ đầu cho đến khi kết thúc.
Năm 1966, ông bắt tay vào làm bộ phim tài liệu "Đầu sóng ngọn gió". Đây là một bộ phim về cuộc sống của ngư dân Việt Nam trên một hòn đảo ngoài khơi Vịnh Bắc Bộ. Với những vũ khí thô sơ, họ hằng ngày phải chiến đấu với cướp biển và máy bay quân đội Hoa Kỳ đánh phá để gìn giữ sinh hoạt thường ngày. Bộ phim sau khi lên sóng vào năm 1967 đã nhận được Huy chương vàng tại Liên hoan phim quốc tế Moskva. Đến năm 1970, bộ phim tiếp tục nhận được Bông sen vàng cho phim tài liệu tại Liên hoan phim Việt Nam lần thứ 1. Ngày 31 tháng 5 năm 2014, để kỷ niệm Ngày phim tài liệu với biển đảo Việt Nam, 5 bộ phim tài liệu tiêu biểu của Hãng phim Tài liệu và Khoa học Trung ương đã được trình chiếu, trong đó có "Đầu sóng ngọn gió".
Năm 1967, sau khi hoàn thành "Đầu sóng ngọn gió", Ngọc Quỳnh cùng đoàn làm phim bắt đầu vào vùng "túi bom" Vĩnh Linh để quay bộ phim "Lũy thép Vĩnh Linh". Thời điểm bấy giờ, tình hình chiến sự tại khu vực này là vô cùng ác liệt, Xưởng phim tài liệu đã ghi hình lại từng người trước khi đoàn khởi hành. Khi bộ phim gần hoàn thành, có chỉ thị gọi đoàn phim trở lại Hà Nội. Đoàn làm phim đã họp và quyết định cử 3 người mang phim trở về trước. Tuy nhiên đang trên đường về Hà Nội thì xe trúng bom, hàng nghìn thước phim đã quay bị cháy, cả 3 người của đoàn làm phim qua đời. Ngọc Quỳnh cùng các đồng nghiệp khác phải bắt tay lại quay từ đầu. Trong quá trình quay tiếp theo, nhà quay phim Ma Cường đã trúng đạn, nhưng may mắn sống sót.

## Tác phẩm

### Quay phim
| Năm  | Tên phim                  | Đạo diễn                      | Nguồn  |
| ---- | ------------------------- | ----------------------------- | ------ |
| 1954 | Chiến thắng Điện Biên Phủ | Nghệ sĩ ưu tú Nguyễn Tiến Lợi | [ 12 ] |
| 1958 | Diệt dốt                  | Nguyễn Thụ                    | [ 13 ] |
| 1959 | Dưới cờ quyết thắng       | Hoàng Thái                    | [ 14 ] |
| 1959 | Nước về Bắc Hưng Hải      | Nghệ sĩ nhân dân Bùi Đình Hạc | [ 15 ] |

### Đạo diễn
| Năm  | Tên phim                   | Kịch bản          | Quay phim                                | Nguồn  |
| ---- | -------------------------- | ----------------- | ---------------------------------------- | ------ |
| 1962 | Đất và nước                | Đặng Đình Liệu    | Nguyễn Ngọc Quỳnh                        | [ 16 ] |
| 1962 | Hồng thập tự Việt Nam      | Nguyễn Ngọc Quỳnh |                                          | [ 17 ] |
| 1964 | Gang thép rực lửa          | Nguyễn Ngọc Quỳnh |                                          | [ 18 ] |
| 1965 | Tuổi hai mươi              | Bành Châu         |                                          |        |
| 1967 | Đầu sóng ngọn gió          | Nguyễn Ngọc Quỳnh | Kiều Thẩm                                | [ 19 ] |
| 1970 | Lũy thép Vĩnh Linh         | Bành Châu         | Ma Cường, Phạm Đình Thắng                | [ 20 ] |
| 1973 | Vĩnh biệt khách không mời  | Bành Châu         |                                          | [ 21 ] |
| 1975 | Bước đường thắng lợi       | Bành Châu         | Đức Kim, Hàng Thành, Trần Bảo, Đặng Mạnh | [ 22 ] |
| 1976 | Tiếng nổ sau chiến tranh   | Phạm Văn Lân      | Nghệ sĩ ưu tú Lưu Xuân Thư               | [ 23 ] |
| 1978 | Thành phố ngọn đèn         |                   |                                          | [ 24 ] |
| 1992 | Danh họa Nguyễn Phan Chánh |                   | Công Thành Đức                           | [ 25 ] |

## Thành tựu

### Danh hiệu
- Nghệ sĩ ưu tú (1984).[26]
- Nghệ sĩ nhân dân (1988).[27]

### Huân, Huy chương
- Huân chương Lao động hạng Nhất.
- Huân chương Chiến thắng hạng Ba.
- Huân chương Kháng chiến chống Mỹ hạng Nhất.
- Huy chương vì sự nghiệp Điện ảnh.

### Giải thưởng
| Năm  | Lễ trao giải                                   | Hạng mục                     | Tác phẩm                   | Kết quả         | Nguồn         |
| ---- | ---------------------------------------------- | ---------------------------- | -------------------------- | --------------- | ------------- |
| 1959 | Liên hoan phim quốc tế Moskva lần thứ 1        | Phim tài liệu                | Nước về Bắc Hưng Hải       | Huy chương vàng | [ 28 ] [ 29 ] |
| 1963 | Liên hoan phim Cannes lần thứ 16               |                              | Hồng thập tự Việt Nam      | Bằng khen       | [ 30 ]        |
| 1967 | Liên hoan phim quốc tế Moskva lần thứ 5        | Phim tài liệu                | Đầu sóng ngọn gió          | Huy chương vàng | [ 6 ]         |
| 1970 | Liên hoan phim Việt Nam lần thứ 1              | Phim tài liệu                | Đầu sóng ngọn gió          | Bông sen vàng   | [ 6 ]         |
| 1971 | Liên hoan phim quốc tế Moskva lần thứ 7        | Phim tài liệu                | Lũy thép Vĩnh Linh         | Huy chương vàng | [ 31 ] [ 32 ] |
| 1973 | Liên hoan phim Việt Nam lần thứ 2              | Phim tài liệu                | Lũy thép Vĩnh Linh         | Bông sen vàng   | [ 33 ]        |
| 1973 | Liên hoan phim Việt Nam lần thứ 2              | Đạo diễn xuất sắc            | Lũy thép Vĩnh Linh         | Đoạt giải       | [ 34 ]        |
| 1973 | Liên hoan phim Việt Nam lần thứ 2              | Phim tài liệu                | Nước về Bắc Hưng Hải       | Bông sen vàng   | [ 15 ]        |
| 1973 | Liên hoan phim Việt Nam lần thứ 2              | Phim tài liệu                | Chiến thắng Điện Biên Phủ  | Bông sen vàng   | [ 35 ] [ 36 ] |
| 1973 | Liên hoan phim Việt Nam lần thứ 2              | Phim tài liệu                | Dưới cờ quyết thắng        | Bông sen vàng   | [ 37 ]        |
| 1973 | Liên hoan phim Việt Nam lần thứ 2              | Phim tài liệu                | Diệt dốt                   | Bông sen bạc    | [ 38 ]        |
| 1973 | Liên hoan phim Việt Nam lần thứ 2              | Phim tài liệu                | Đất và nước                | Bông sen bạc    | [ 39 ]        |
| 1973 | Liên hoan phim Việt Nam lần thứ 2              | Phim tài liệu                | Gang thép rực lửa          | Bông sen bạc    | [ 40 ]        |
| 1977 | Liên hoan phim Việt Nam lần thứ 4              | Phim tài liệu                | Tiếng nổ sau chiến tranh   | Bông sen bạc    | [ 23 ]        |
| 1978 | Liên hoan phim tài liệu và hoạt hình Leipzig   |                              | Thành phố ngọn đèn         | Bằng khen       | [ 41 ]        |
| 1992 | Sugi Ruotano (Nhật Bản)                        | Văn học, Nghệ thuật, Báo chí | Danh họa Nguyễn Phan Chánh | Giải Nhì        |               |
| 1994 | Giải thưởng Hội Điện ảnh Việt Nam từ 1991–1993 | Phim tài liệu                | Danh họa Nguyễn Phan Chánh | Giải B          | [ 42 ]        |